# Anzor Lezjava
Anzor Lezjava (Georgisch: ანზორ ლეჟავა; Russisch: Анзор Лежава) (Kolobani, gemeente Abasja, 3 september 1936 - Tbilisi, 20 maart 1997) is een voormalig basketbalspeler.

## Carrière
Lezjava begon zijn loopbaan bij GPI Tbilisi in 1953. In 1958 ging hij spelen bij Dinamo Tbilisi. Met Dinamo won hij in 1968 het landskampioenschap van de Sovjet-Unie. In Europa won Lezjava de grootste prijs in 1962. Met Dinamo won hij de FIBA European Champions Cup door in de finale te winnen van Real Madrid uit Spanje met 90-83. In 1969 verloor hij de finale om de European Cup Winners' Cup van Slavia VŠ Praag uit Tsjecho-Slowakije met 74-80. In 1963 won Lezjava met het Nationale team van de Sovjet-Unie de bronzen medaille tijdens het wereldkampioenschap. In 1972 stopte hij met basketbal.

## Erelijst
- Landskampioen Sovjet-Unie: 1
  - Winnaar: 1968
  - Tweede: 1960, 1961, 1969
  - Derde: 1965
- Bekerwinnaar Sovjet-Unie: 1
  - Winnaar: 1969
- FIBA European Champions Cup: 1
  - Winnaar: 1962
  - Runner-up: 1960
- European Cup Winners' Cup:
  - Runner-up: 1969
- Wereldkampioenschap:
  - Brons: 1963